# 羽生拓矢
羽生 拓矢（はにゅう たくや、1997年11月8日 - ）は、日本の陸上競技選手。千葉県印西市出身。トヨタ紡織陸上競技部所属。専門種目は長距離走。

## 経歴
印西市立印西中学校、八千代松陰高等学校、東海大学卒業。

### 高校時代
1年時の第64回全国高校駅伝では3区を走り、日本人1位の区間2位。3年時の第66回全国高校駅伝では1区を走り、大学でチームメイトになる關颯人に次ぐ区間2位だった。

### 大学時代
故障に苦しみ、大学三大駅伝の出場は1年時の全日本大学駅伝のみだった。

### 実業団時代
入社1年目の9月に5000mで高校2年生以来6年ぶりの自己ベストとなる13分40秒26を記録した。10月には10000mでも自己ベストを更新。入社3年目の11月に行われた八王子ロングディスタンスでは10000mで日本歴代4位（当時）となる27分27秒49を記録すると、2023年1月のニューイヤー駅伝では6区で区間賞を獲得した。2025年1月のニューイヤー駅伝では最長区間の2区を担当して区間12位。中学生以来の出場となった 全国都道府県対抗駅伝では7区を走り、区間2位の記録を残した。

## 戦績・記録

### 大学三大駅伝戦績
| 学年               | 出雲駅伝                 | 全日本大学駅伝               | 箱根駅伝                 |
| ------------------ | ------------------------ | ---------------------------- | ------------------------ |
| 1年生 （2016年度） | 第28回 ー － ー 出走なし | 第48回 7区-区間14位 35分53秒 | 第93回 ー － ー 出走なし |
| 2年生 （2017年度） | 第29回 ー － ー 出走なし | 第49回 ー － ー 出走なし     | 第94回 ー － ー 出走なし |
| 3年生 （2018年度） | 第30回 ー － ー 出走なし | 第50回 ー － ー 出走なし     | 第95回 ー － ー 出走なし |
| 4年生 （2019年度） | 第31回 ー － ー 出走なし | 第51回 ー － ー 出走なし     | 第96回 ー － ー 出走なし |

## 自己ベスト
- 5000m - 13分28秒82（2021年9月26日：第69回全日本実業団対抗陸上競技選手権大会）
- 10000m - 27分27秒49（2022年11月26日：八王子ロングディスタンス2022）